# Schloß Holte-Stukenbrock
Schloß Holte-Stukenbrock település Németországban, azon belül Észak-Rajna-Vesztfália tartományban. Lakosainak száma 27 520 fő (2023. december 31.). Schloß Holte-Stukenbrock Verl, Augustdorf, Hövelhof, Oerlinghausen, Bielefeld és Schlangen községekkel határos.

## Népesség
A település népességének változása:
| Lakosok száma | 18 749 | 26 772 | 26 776 | 27 120 | 27 467 | 27 520 |
|               | 1975   | 2017   | 2019   | 2021   | 2022   | 2023   |